# Николов, Йордан
Йордан (Орце) Николов (макед. и серб. Јордан (Орце) Николов; 7 января 1916, Скопье — 4 января 1942, Владичин-Хан) — югославский македонский партизан, участник Народно-освободительной войны Югославии, один из организаторов антифашистского сопротивления в Македонии. Народный герой Югославии (посмертно).

## Биография
Родился 7 января 1916 года в занятом болгарской армией городе Скопье, в рабочей семье этнических македонцев. Окончив школу, устроился на работу портным. Состоял в рабочем движении, в 1935 году был принят в КПЮ. В 1937 году был призван в Королевскую армию Югославии, неся службу в гарнизоне Белграда. В 1939 году вернулся в Скопье, где влился в ряды местных коммунистов и стал секретарём горкома. В 1940 году полиция арестовала Николова за организацию манифестаций, и суд приговорил его к двум годам тюрьмы. Наказание Орце отбывал в тюрьмах в Кикинде и Сремске-Митровице.
После вторжения немцев в Югославию и её капитуляции Йордан остался в тюрьме, однако в августе 1941 года организовал массовый побег заключённых: 32 члена коммунистической партии сбежали из места заключения, скрывшись на горе Фрушке, а затем перебравшись в Сербию. Верховный штаб НОАЮ перебрался в Македонию для организации восстания.
Поскольку болгарские войска охраняли границу очень тщательно, организовать прорыв в болгарскую зону не предоставилось возможным. При первой попытке организовать восстание Йордан потерпел неудачу и вынужден был отступить к горе Кукавице. В ночь с 3 на 4 января 1942 близ Владичин-Хана он столкнулся с болгарской полицией и после перестрелки был убит.
Указом Председательства Антифашистского вече народного освобождения Югославии от 29 июля 1945 года Йордан (Орце) Николов был награждён посмертно званием Народного героя Югославии.